# Ołeksij Haj
Ołeksij Anatolijowycz Haj, ukr. Олексій Анатолійович Гай (ur. 6 listopada 1982 w Zaporożu, Ukraińska SRR) – ukraiński piłkarz, grający na pozycji pomocnika, a wcześniej obrońcy, reprezentant Ukrainy.

## Kariera piłkarska

### Kariera klubowa
Haj piłkarską karierę rozpoczął w klubie Metałurh Zaporoże, ale jeszcze jako junior przeniósł się do drużyny Szachtara Donieck. W Szachtarze zadebiutował w sezonie 2000/2001 i rozegrał w nim 3 mecze oraz został wicemistrzem Ukrainy. W 2002 roku z Szachtarem wygrał dublet: mistrzostwo i Puchar Ukrainy, ale nie był wówczas czołowym zawodnikiem klubu. Dobrze spisał się za to w sezonie 2002/2003, gdy jako zawodnik wyjściowej jedenastki przyczynił się do wywalczenia przez doniecki klub kolejnego wicemistrzostwa Ukrainy. W sezonie 2003/2004 znów był rezerwowym dla pary i po raz drugi w karierze wywalczył krajowy puchar. Na kolejne dwa sezony Haj został piłkarzem Illicziwca Mariupol (2005 – 5. miejsce, 2006 – 4. miejsce), w którym miał pewne miejsce w podstawowym składzie. Latem 2006 wrócił do Szachtara i w sezonie 2006/2007 po raz kolejny zajął z tym klubem 2. lokatę w lidze. 15 czerwca 2013 roku przeszedł do Czornomorca Odessa. 5 stycznia 2015 podpisał kontrakt z azerskim FK Qəbələ. 5 sierpnia 2016 przeniósł się do rosyjskiego Kubania Krasnodar. Latem 2018 opuścił rosyjski klub. 12 października 2018 zasilił skład Olimpiku Donieck, w którym grał do 28 czerwca 2019. 25 sierpnia 2019 ogłosił o zakończeniu kariery piłkarza.
| Sezon   | Klub                | Kraj    | Rozgrywki                | Mecze | Bramki |
| ------- | ------------------- | ------- | ------------------------ | ----- | ------ |
| 2000/01 | Szachtar Donieck    | Ukraina | Wyszcza Liha             | 3     | 0      |
| 2001/02 | Szachtar Donieck    | Ukraina | Wyszcza Liha             | 7     | 1      |
| 2002/03 | Szachtar Donieck    | Ukraina | Wyszcza Liha             | 29    | 5      |
| 2003/04 | Szachtar Donieck    | Ukraina | Wyszcza Liha             | 15    | 2      |
| 2004/05 | Ilicziwiec Mariupol | Ukraina | Wyszcza Liha             | 26    | 3      |
| 2005/06 | Ilicziwiec Mariupol | Ukraina | Wyszcza Liha             | 29    | 9      |
| 2006/07 | Szachtar Donieck    | Ukraina | Wyszcza Liha             | 18    | 1      |
| 2007/08 | Szachtar Donieck    | Ukraina | Wyszcza Liha             | 14    | 2      |
| 2008/09 | Szachtar Donieck    | Ukraina | Premier-liha             | 16    | 2      |
| 2009/10 | Szachtar Donieck    | Ukraina | Premier-liha             | 13    | 1      |
| 2010/11 | Szachtar Donieck    | Ukraina | Premier-liha             | 11    | 0      |
| 2011/12 | Szachtar Donieck    | Ukraina | Premier-liha             | 9     | 0      |
| 2012/13 | Szachtar Donieck    | Ukraina | Premier-liha             | 6     | 0      |
|         |                     |         | Łącznie w Wyszczej Lidze | 196   | 26     |

### Kariera reprezentacyjna
W 2000 roku Haj wystąpił w Juniorskich Mistrzostwach Europy U-18. Tam był podstawowym zawodnikiem reprezentacji Ukrainy i dotarł z nią do finału zostając wicemistrzem kontynentu (porażka z Francją).
W pierwszej reprezentacji Ukrainy Haj zadebiutował 11 października 2003 roku w zremisowanym 0:0 meczu z Macedonią.

## Sukcesy i odznaczenia

### Sukcesy klubowe
- mistrz Ukrainy: 2008, 2010, 2011, 2012, 2013
- wicemistrz Ukrainy: 2003, 2007, 2009
- zdobywca Pucharu Ukrainy: 2001, 2002, 2004, 2008, 2011, 2012, 2013
- finalista Pucharu Ukrainy: 2003, 2009
- zdobywca Superpucharu Ukrainy: 2008
- finalista Superpucharu Ukrainy: 2007
- zdobywca Pucharu UEFA: 2009

### Odznaczenia
- tytuł Zasłużonego Mistrza Sportu Ukrainy: 2009[7]
- Order „Za odwagę” III klasy: 2009[8].